# Alice Milliat
Alice Milliat, wł. Alice Joséphine Marie Million (ur. 5 maja 1884 w Nantes, zm. 19 maja 1957 w Paryżu) – francuska działaczka sportowa, nauczycielka i tłumaczka.

## Życiorys
Urodziła się 5 maja 1884 r. w Nantes, w rodzinie z klasy średniej. Uzyskała wykształcenie jako nauczycielka i w wieku 20 lat wyszła za Josepha Milliata, z którym przeprowadziła się do Londynu. Tam też zaczęła uprawiać wioślarstwo, pływanie i hokej. Już po czterech latach małżeństwa Milliat owdowiała i nigdy więcej nie zdecydowała się na zamążpójście. Dzięki umiejętności łatwego przyswajania języków obcych zaczęła podróżować i pracować w różnych krajach jako tłumaczka.
Rozwijała również swoją pasję sportową i od 1911 r. należała do Fémina Sport, klubu sportowego dla kobiet z wyższych sfer. Z czasem zaczęła działać na rzecz kobiecego sportu i w 1915 r. została prezeską Fémina Sport, wówczas jednego z trzech największych klubów sportu kobiecego. Dwa lata później, w 1917 r., została jedną z założycielek Federacji Francuskich Towarzystw Sportowych Kobiet (FSFS). Milliat początkowo była skarbniczką, ale w 1918 r. została sekretarzem generalnym, a rok później prezeską organizacji. Po zorganizowaniu przez FSFS lekkoatletycznych mistrzostw Francji w 1917 r., Milliat zaczęła starania o organizację imprez w innych dyscyplinach. Jej zaangażowanie stało się początkiem walki na rzecz włączenia lekkoatletyki kobiecej do programu igrzysk olimpijskich, gdyż wcześniej na zawodach tej rangi kobiety mogły rywalizować tylko w golfie i tenisie. Zarówno Międzynarodowy Komitet Olimpijski, jak również Międzynarodowa Federacja Sportu Amatorskiego (IAAF), odrzucały jednak pomysł szerszego dopuszczenia kobiet do igrzysk olimpijskich w 1924 r., ponieważ baron Pierre de Coubertin był zadeklarowanym przeciwnikiem sportowej rywalizacji kobiet.
W efekcie w 1921 r., z inicjatywy Milliat, powstała Międzynarodowa Federacja Sportu Kobiecego (FSFI), która zorganizowała w następnym roku kobiece igrzyska olimpijskie w Paryżu-Vincennes. Francuski Narodowy Komitet Olimpijski i Sportowy zaprotestował wówczas przeciw bezprawnemu użyciu określenia olimpijski. Jednorazowe wydarzenie przekształcono w imprezę cykliczną, która z każdą edycją zyskiwała większą skalę i rozgłos, a zawody pod tą marką odbywały się do 1934 r. Efektem istnienia igrzysk kobiecych było włączenie przez MKOl i IAAF kolejnych pięciu dyscyplin sportowych do programu igrzysk olimpijskich w Amsterdamie w 1928 r.. W 1926 r. Milliat i FSFI zgodziły się na usunięcie z nazwy swoich zawodów określenia olimpijski, w zamian MKOl zgodził się na poszerzenie liczby kobiecych dyscyplin w ramach igrzysk olimpijskich m.in. o lekkoatletykę. Już w 1929 r. MKOl usiłował jednak zrezygnować z tych dyscyplin, gdyż kobiety po zawodach były zmęczone, ale z pomocą Avery’ego Brundage’a Milliat przekonała MKOl do pozostawienia lekkoatletyki w programie igrzysk.
Podczas igrzysk w Berlinie w 1936 r. IAAF zgodziło się uznać rekordy pobite na igrzyskach kobiecych, co było jednym z celów Milliat. W 1938 r. zdołała przeforsować decyzje o dalszym zwiększeniu liczby dyscyplin kobiecych na igrzyskach olimpijskich i włączenie sportu kobiecego do obszaru działalności IAAF. W tym samym roku pod auspicjami IAAF odbyły się ostatnie igrzyska kobiece, jednak formalnie miały one już tylko rangę mistrzostw Europy.
W następnych latach Milliat nie uczestniczyła już w życiu publicznym. Zmarła w Paryżu, 19 maja 1957 r.
Od 8 marca 2021 r. przed siedzibą Francuskiego Komitetu Olimpijskiego stoi pomnik Milliat.